# Kreiling Mesa
Die Kreiling Mesa ist ein markanter, teilweise eisbedeckter Tafelberg in der antarktischen Ross Dependency. In der Miller Range des Transantarktischen Gebirges ragt er an der Südseite der Mündung des Argosy-Gletschers in den Marsh-Gletscher auf.
Das Advisory Committee on Antarctic Names benannte den Tafelberg 1966 nach Lee William Kreiling (* 1937), Ingenieur der Numbered Air Forces auf der McMurdo-Station im antarktischen Winter 1961, der an den Erkundungsmärschen des United States Antarctic Research Program durch das Ellsworthland (1961–1962) und über die Roosevelt-Insel (1962–1963) beteiligt war.